# Čtyřicítka na krku
Čtyřicítka na krku (anglicky Flirting with Forty) je americká romantická komedie z roku 2008 režírovaná Mikaelem Salomonem.

## Děj
Čerstvě rozvedená čtyřicetiletá matka dvou dětí Jackie se rozhodne udělat si prázdniny na Havaji. Zde se seznámí s o několik let mladším instruktorem surfování Kylem. Jackie s Kyleem stráví noc, ale zamiluje se do něj. Snaží se, jak je to jde, létat na Havaj, aby Kylea mohla vidět, čímž si ale proti sobě poštve své děti, bývalého manžela i všechny přátele. I přes to vše se postupně Jackie naučí od Kylea užívat si života.

## Obsazení
| Heather Locklear                          | Jackie Laurens             |
| Robert Buckley                            | Kyle Hamilton              |
| Vanessa Williams                          | Kristine                   |
| Cameron Bancroft                          | Daniel Laurens             |
| Sam Duke                                  | Will Laurens               |
| Chelah Horsdal                            | Anne                       |
| Stefanie von Pfetten                      | Nicole                     |
| Jamie Bloch                               | Jessica                    |
| Anne Hawthorne                            | Clare                      |
| Ted Whittall                              | Dr. Sonnet                 |
| Christy Greene                            | Melinda                    |
| Katie Westman                             | Lisa                       |
| James Brennan                             | Michael                    |
| Tracy Trueman                             | Sabrina                    |
| Thomas Meharey (jako Tommy Meharey)       | Andrew                     |
| Joe Norman Shaw                           | Phil                       |
| Timothy D. Lechner (jako Timothy Lechner) | obchodník                  |
| Hamish Boyd                               | prodavač vánočních stromků |
| James Bright                              | Tommy                      |
| Kehaulani Lee                             | číšník                     |
| James Chan                                | číšník                     |
| Monique Mironesco                         | matka zraněného chlapce    |
| Connor Dunston                            | zraněný chlapec            |

### Nezmínění v titulcích
Následující herci nejsou zmínění v titulcích:
| Sage Adams              | John                              |
| Raj K. Bose             | cestující na letišti v Honolulu   |
| Lydia Grote             | dívka dívající se na Santa Clause |
| Katharin 'Ladie K' Mraz | surfařka                          |
| Calista Schmidt         | cyklistka                         |
| Connor Schmidt          | cyklista                          |
| Christopher Simms       | hotelový host                     |
| Karen Strassman         | různě se ozývající hlasy          |